# Ricciocarpos
Ricciocarpos là một chi rêu trong họ Ricciaceae.